# Carrer d'Aragó (Palma)
El carrer d'Aragó és un carrer de la ciutat de Mallorca que comença a la Porta de Sant Antoni com a continuació del carrer del Sindicat i acaba al Viver, al límit del municipi, sobre el Torrent Gros. És el nom que rep per dins Palma la carretera d'Inca i és una de les principals vies de la ciutat.
El carrer va ser projectat per Bernat Calvet i Girona en el seu projecte d'eixamplament de Palma, fins al carrer dels Reis Catòlics, i el va fer coincidir amb l'antic camí reial d'Inca, la carretera d'Inca; a partir d'aquell punt, la resta del carrer s'ha anat adaptant amb el temps. Deu el nom a la Corona d'Aragó, de la qual l'illa de Mallorca fou part durant molts de segles; fou imposat a començament del segle xx, quan s'urbanitzà el carrer.
El primer segment, fins al carrer dels Reis Catòlics (el tros projectat pel Pla Calvet), té trenta metres d'amplada; al llarg de la resta del carrer, en canvi, l'amplada és variable, en funció del moment que fou urbanitzat.